# Zavodskoj
Zavodskoj è un insediamento di tipo urbano della Russia europea meridionale, situato nella Repubblica autonoma dell'Ossezia Settentrionale-Alania. Dal punto di vista amministrativo, appartiene al circondario urbano della città di Vladikavkaz, capitale della Repubblica autonoma.